# Musée des Beaux-Arts Denys-Puech
Le musée des Beaux-Arts Denys-Puech, ou musée Denys-Puech, est un musée d'art situé à Rodez dans le département de l'Aveyron, créé en 1910 à l'initiative du sculpteur Denys Puech.

## Historique
Après avoir offert à la Ville de Rodez un fonds important de sculptures et de dessins, le sculpteur Denys Puech (1854-1942) convainc ses amis, le peintre orientaliste Maurice Bompard (1857-1935) et le graveur Eugène Viala (1858-1913), de faire don de quelques-unes de leurs œuvres pour constituer les collections du futur musée.
Celui-ci est inauguré le 17 juillet 1910. Le bâtiment est conçu par l'architecte André Boyer (1882-1953). Un rez-de-chaussée à larges baies met en valeur la collection de sculptures.
Le musée est rénové et agrandi dans les années 1980, en s’ouvrant à l’art contemporain. En 1989, François Morellet réalise sur les façades nord et sud des Intégrations. Elles ne sont visibles que depuis un angle de vue précis et disparaissent ainsi dans l'architecture du bâtiment dès que le visiteur se déplace. En 2005, le sculpteur Aurèle Ricard réalise six chiens en bronze laqués du jaune « International Aurèle Yellow » (IAY) dans le cadre d'une commande publique initiée par le musée. Cette série, intitulée Hommage à Antonin Artaud, est installée sur les consoles de la façade du musée, laissées vacantes depuis la construction du musée.

## Collections
Le musée conserve dans sa collection permanente près de 1 400 œuvres, dont un nombre important de sculptures de Denys Puech. Ce fonds d'atelier permet de présenter toutes les étapes de la création d'une sculpture, du dessin préparatoire aux tirages en bronze, en passant par les esquisses en terre cuite et les plâtres.
La collection permanente présente aussi un fonds de peintures anciennes des écoles française, flamande et hollandaise ainsi que d'artistes originaires de la région, notamment du peintre orientaliste Maurice Bompard (1857-1936) et du graveur Eugène Viala (1859-1913).
Depuis 1987, des œuvres d'art contemporain sont également présentées au public lors d'expositions temporaires.

Collections du musée des Beaux-Arts Denys-Puech
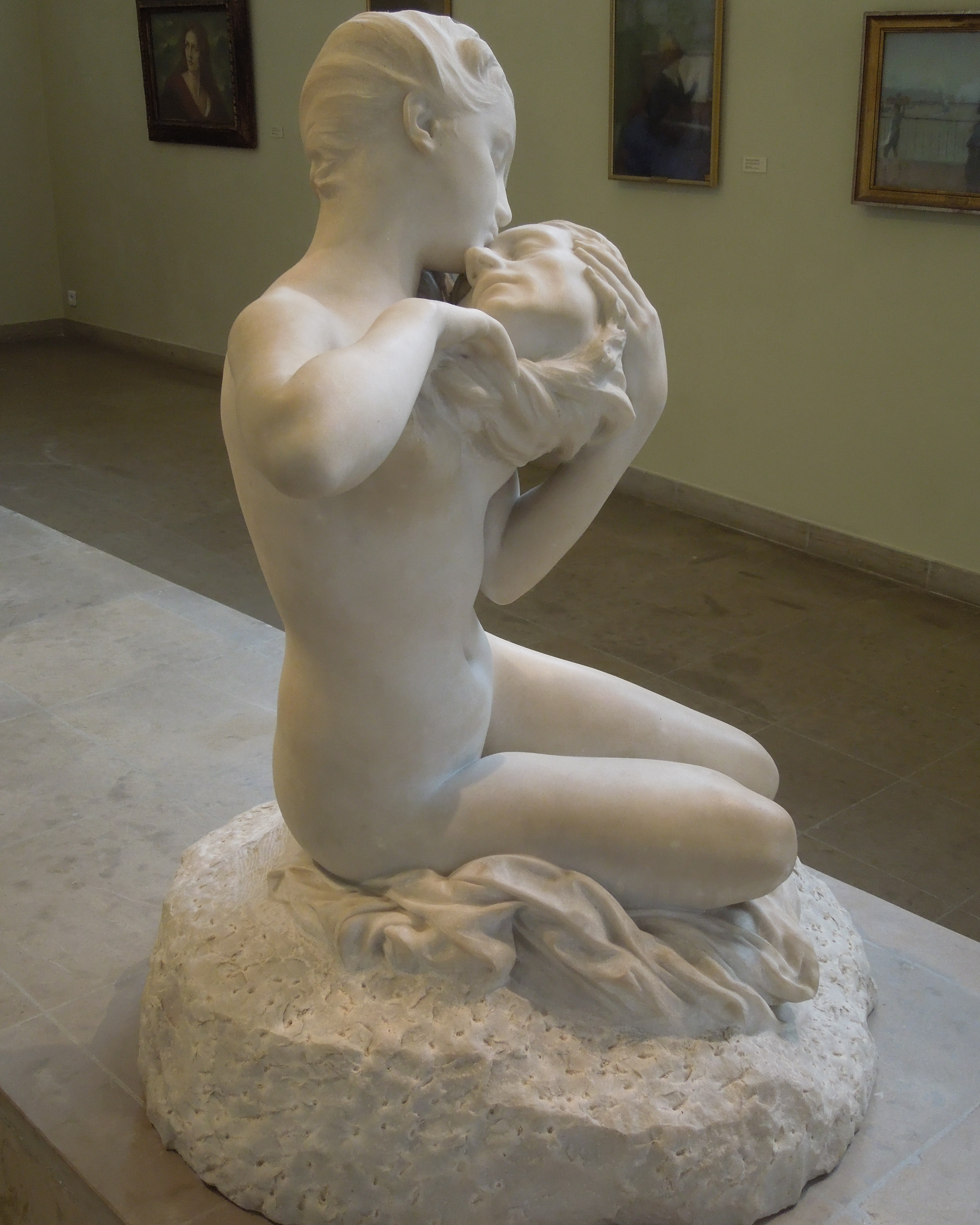
Denys Puech, La Muse d'André Chénier (1887).
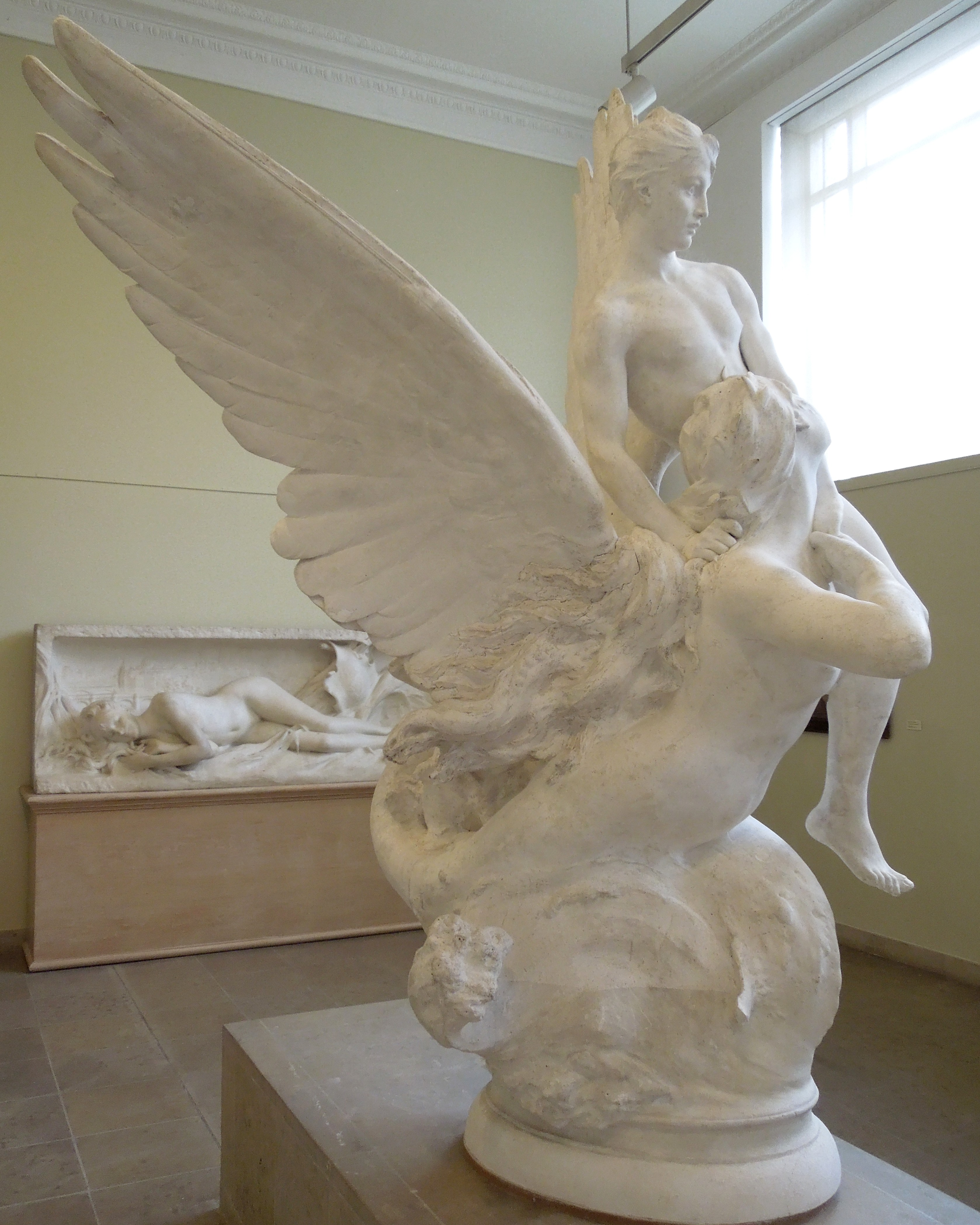
Denys Puech, La Sirène (1888).
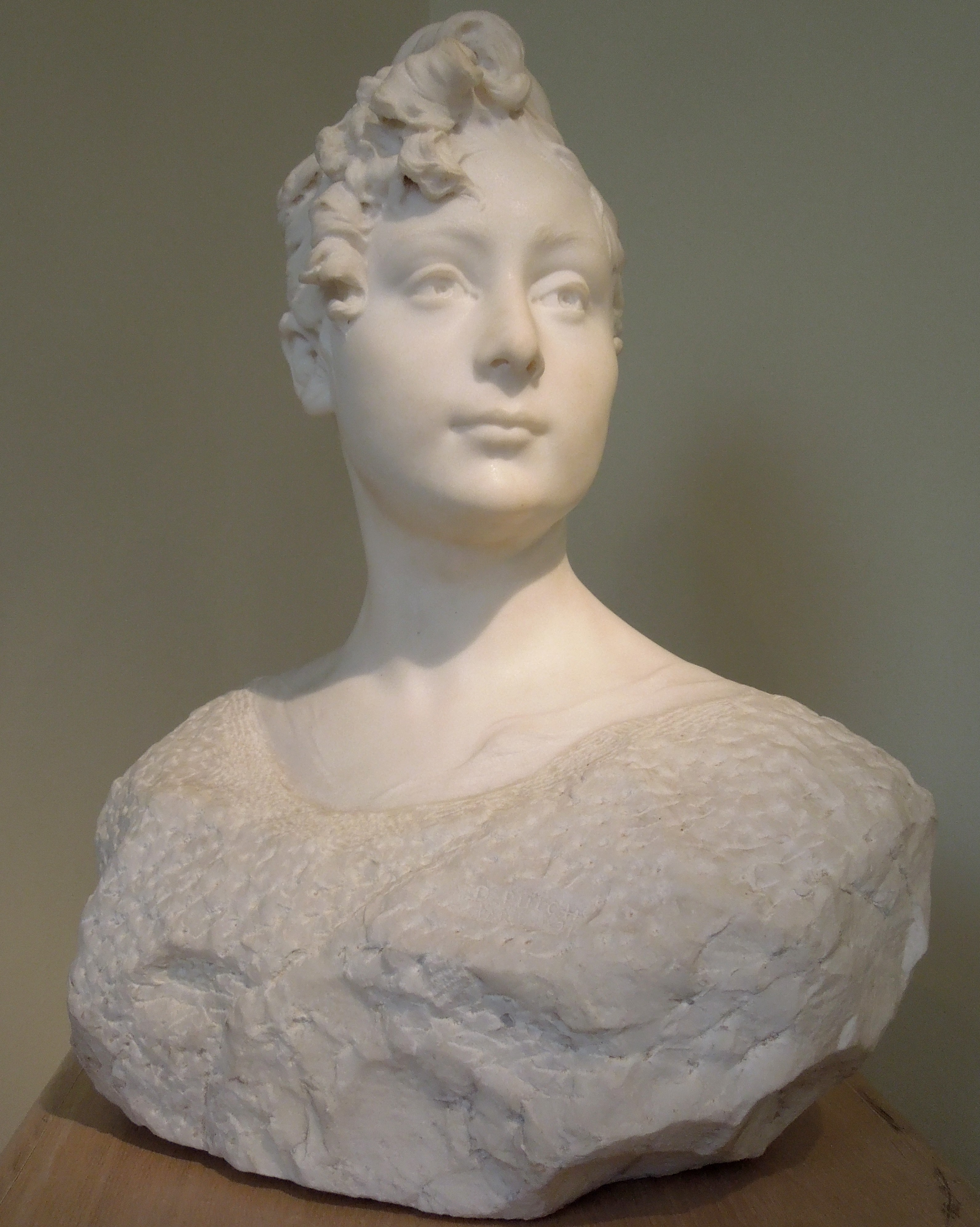
Denys Puech, Madame Cauvin ou Citoyenne Sorgue (1897).
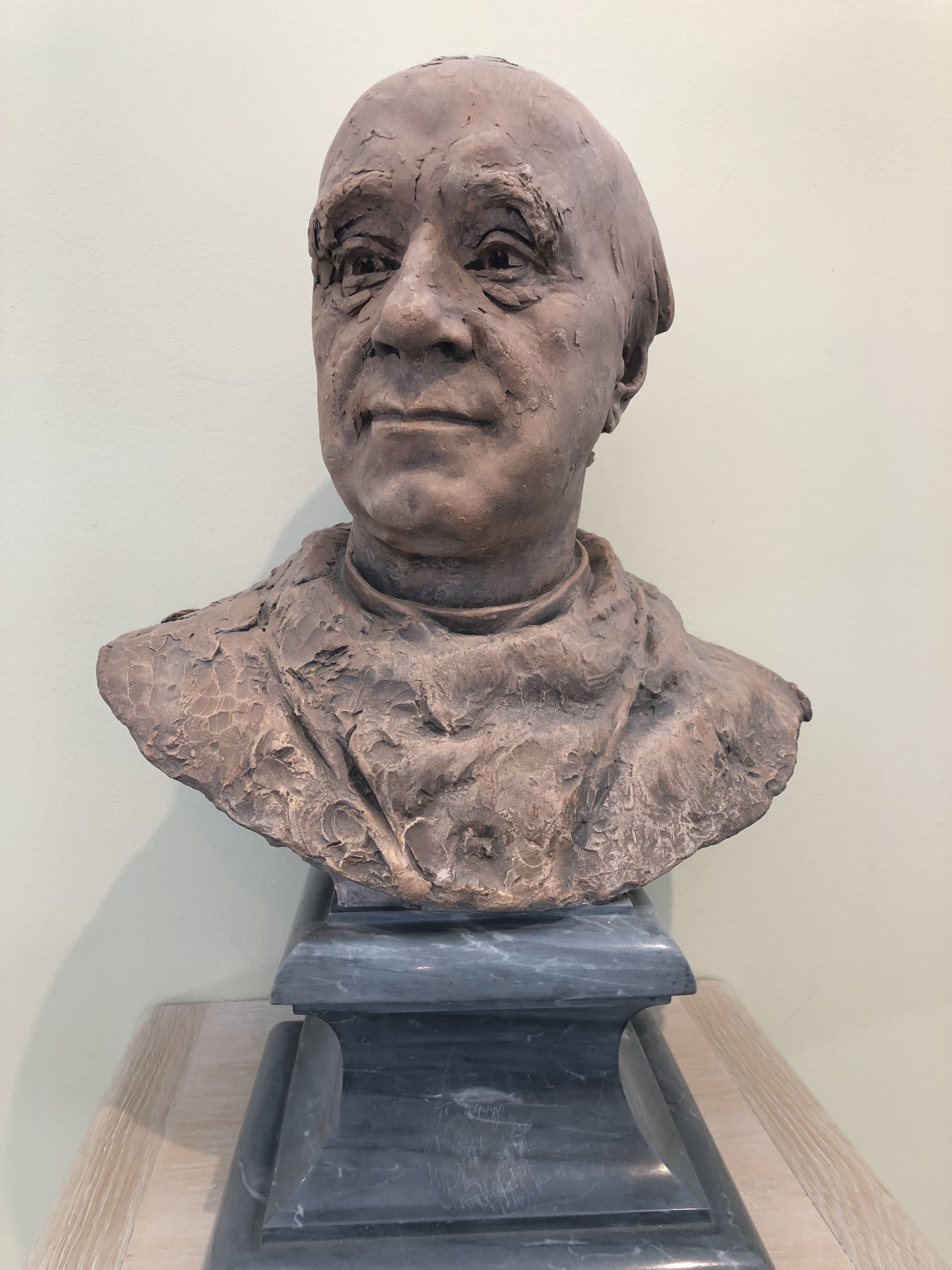
Denys Puech, Cardinal Ernest Bourret.
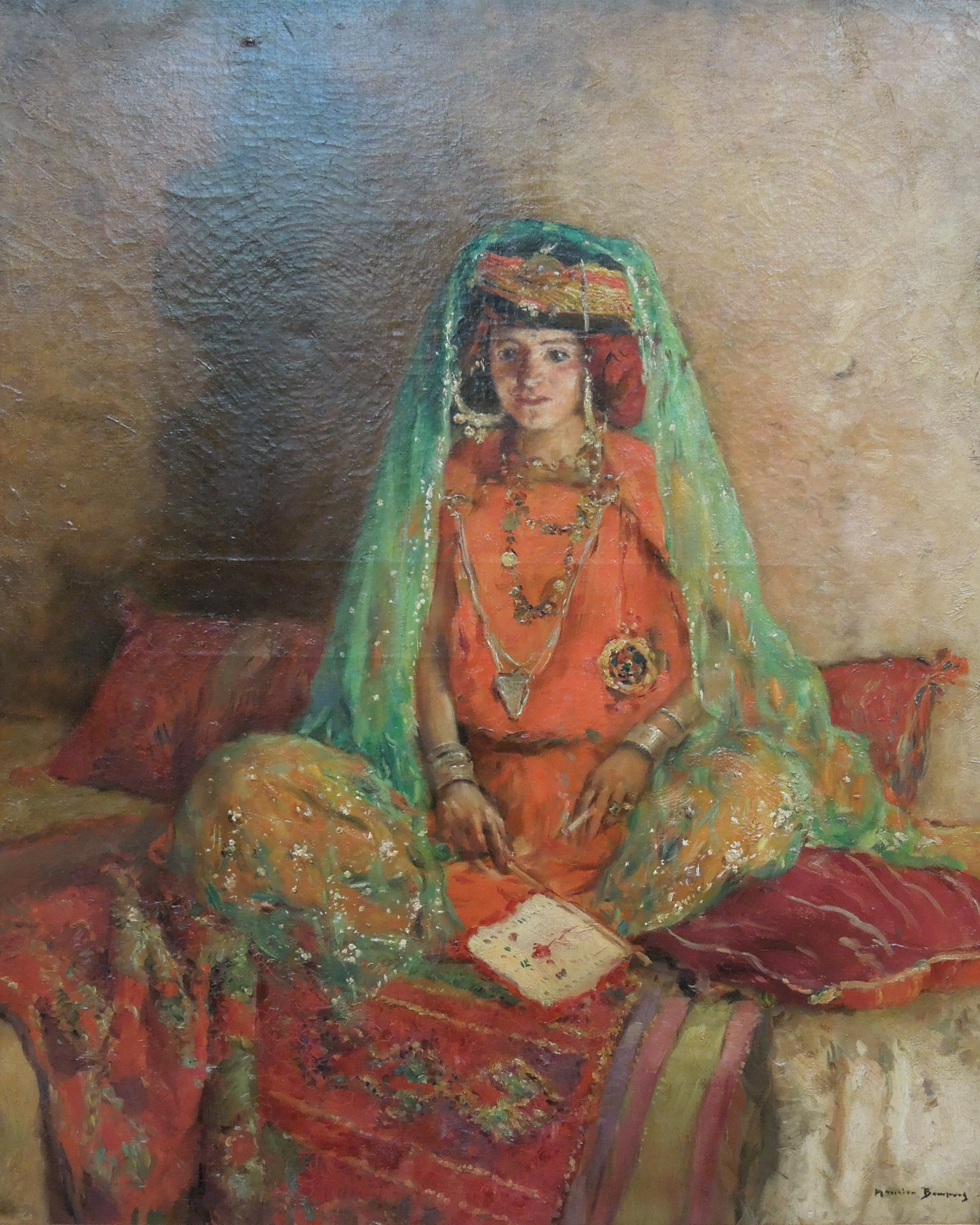
Maurice Bompard, Ouled Naïl de Souskra (1898).
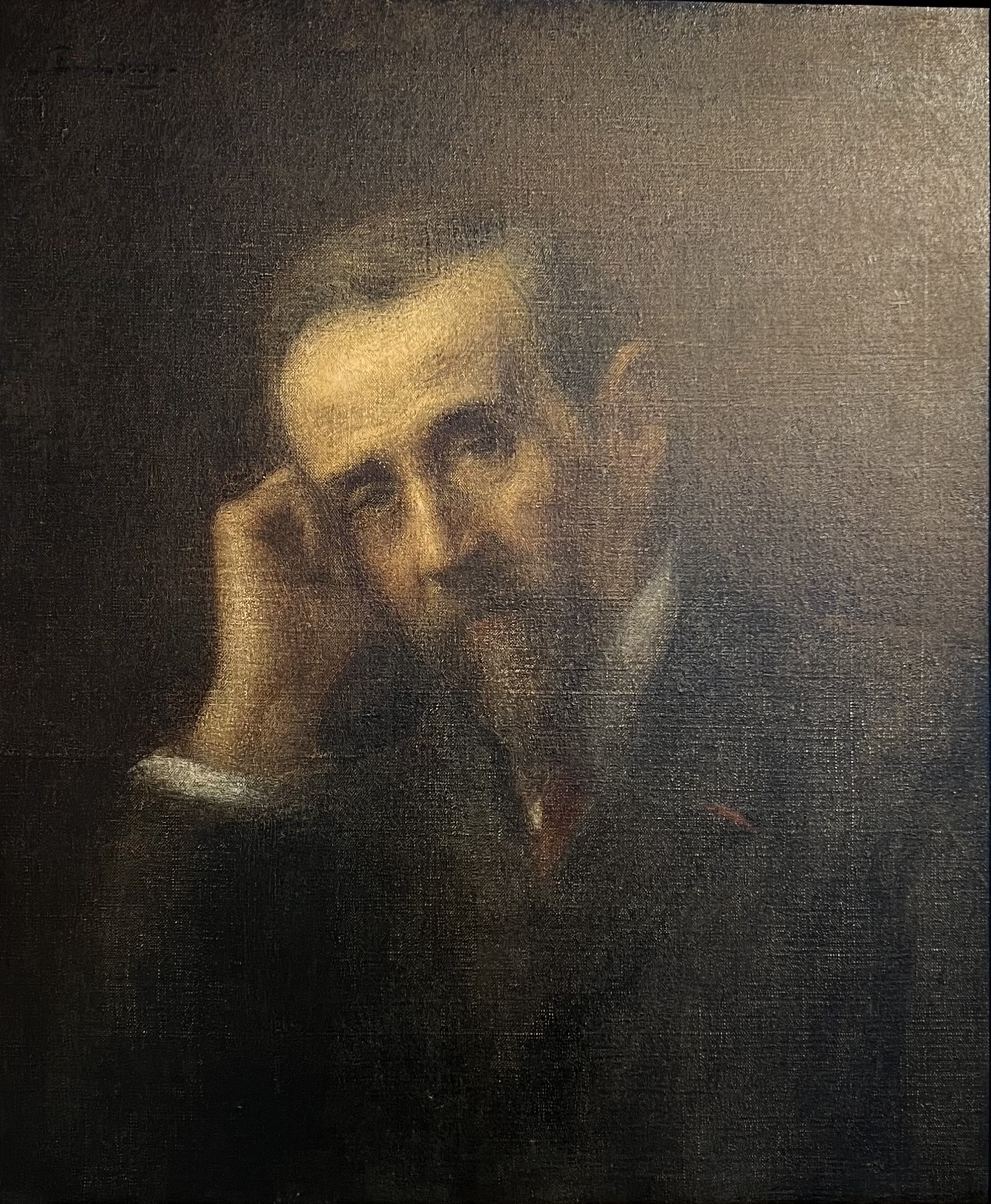
Eugène Loup, François Fabié.

## Fréquentation
Pour des raisons techniques, il est temporairement impossible d'afficher le graphique qui aurait dû être présenté ici.